# Grève des Ligues majeures de baseball en 1981
La grève des Ligues majeures de baseball en 1981 fut un conflit de travail qui a perturbé les activités des Ligues majeures de baseball pendant 50 jours durant la saison 1981.
La grève dura du 12 juin au 31 juillet 1981 et força l'annulation de 713 parties, ainsi qu'un réorganisation temporaire du mode de séries éliminatoires.
Il s'agissait du cinquième arrêt de travail dans l'histoire des majeures, et du premier depuis 1972.

## Conflit
L'Association des joueurs des Ligues majeures de baseball (MLBPA) décida par un vote unanime de déclencher une grève le 29 mai 1981 en raison d'un contentieux irrésolu entre le syndicat et les propriétaires d'équipes concernant les possibles compensations pour la perte d'un joueur autonome. Malgré le mandat de grève, l'Association des joueurs ne mit sa menace à exécution que le 12 juin, à la suite de l'acheminement d'une plainte auprès du National Labor Relations Board, une agence indépendante américaine chargée d'enquêter sur les pratiques illégales dans le monde du travail.
Les propriétaires d'équipes demandaient qu'une compensation soit accordée au club qui perdait les services d'un joueur ayant signé comme agent libre avec une autre formation. La compensation demandée était que l'équipe pénalisée puisse sélectionner un joueur parmi ceux de l'adversaire ayant fait signer un contrat au joueur autonome. Ce joueur qui aurait été reçu en compensation devait faire partie de l'alignement régulier de l'équipe, à l'exception d'une liste de 12 joueurs « protégés ».
Le syndicat des joueurs arguait qu'une telle pratique aurait pour effet de miner la valeur de l'autonomie.

## Réaction
Même si la grève fut déclenchée par les joueurs, plusieurs observateurs dans la presse blâmèrent la ligue pour le conflit. Un des arguments mentionnés fut que les propriétaires avaient, entre 1978 et 1981, accordé de généreux contrats à plusieurs athlètes (43 contrats de plus d'un million de dollars durant cette période) de manière à éviter de les voir quitter via le marché des joueurs autonomes.

## Règlement
Après sept semaines de négociations, les propriétaires et l'Association des joueurs en arrivèrent à un compromis le 31 juillet 1981. Une équipe pourrait être compensée pour la perte de certains agents libres en sélectionnant un joueur parmi un groupe d'athlètes non protégés. Ce joueur serait choisi entre toutes les équipes, et non au sein du club venant d'engager un agent libre.

## Retour au jeu
Le retour au jeu se fit le 9 août 1981 à Cleveland, à l'occasion du match des étoiles.

### Deux moitiés de saison
Plutôt que de reprendre les activités là où elles avaient été abandonnées au début du conflit, le baseball majeur opta pour une solution inhabituelle : celle de deux demi-saisons, la première s'étant terminée le 12 juin avec le déclenchement de la grève, et la seconde débutant au moment du retour au jeu et se terminant à la fin du calendrier régulier.
Il fut décidé que les équipes occupant les premières positions des quatre divisions du baseball majeur après la première moitié de saison obtiendraient automatiquement un laissez-passer pour les séries éliminatoires, et qu'il en serait de même pour les équipes qui trôneraient au sommet de ces mêmes divisions après tous les matchs de deuxième moitié de saison. Si une équipe devait terminer en tête de sa section au cours des deux moitiés, un meilleur deuxième, ou wild card, passerait en éliminatoires.
Les Yankees de New York et les Athletics d'Oakland, champions dans l'Est et l'Ouest de la Ligue américaine, et les Phillies de Philadelphie et les Dodgers de Los Angeles, champions dans l'Est et l'Ouest de la Ligue nationale furent dont qualifiés. À l'issue de la seconde moitié du calendrier, les Brewers de Milwaukee (Est) et les Royals de Kansas City (Ouest) de l'Américaine ainsi que les Expos de Montréal (Est) et les Astros de Houston (Ouest) de la Nationale, furent à leur tour qualifiés.
Le format de séries éliminatoires, qui à cette époque était constitué de deux rondes (incluant la Série mondiale), fut modifié et se déroula exceptionnellement sur trois rondes. Un premier tour éliminatoire, les Séries de divisions, fut ajouté. Ces quatre séries supplémentaires furent disputées dans un format 3 de 5, à l'instar des deux Séries de championnat de cette période, et contrairement à la Série mondiale, qui était (et est toujours) une série 4 de 7.
Il s'agissait de la première fois depuis 1892 que la saison du baseball majeur était constituée de deux moitiés durant lesquelles les statistiques d'équipes étaient compilées séparément, un modèle plus usité dans les ligues mineures de baseball en Amérique du Nord.

## Conséquences

### Séries éliminatoires
En ce qui concerne le spectacle offert aux spectateurs, l'idée des deux moitiés de saison connut certains ratés. Les équipes qualifiées durant la première moitié de saison, ne ressentant pas d'urgence de bien performer durant la seconde partie du calendrier, connurent une fin d'année sans grand éclat, à l'exception peut-être d'Oakland. New York et Philadelphie présentèrent en deuxième moitié des fiches perdantes, et Los Angeles ne joua qu'un match au-dessus de la moyenne de ,500.
Il y eut également plusieurs discussions pour déterminer quelle équipe affronterait quel adversaire au premier tour.
Les revenus du baseball majeur pour les séries furent cependant supérieurs à la normale, en raison de la présence d'une ronde éliminatoire supplémentaire.

### Réaction du public
Les pertes de revenus furent estimées à 146 millions de dollars en salaires, ventes de billets et revenus de télédiffusion. 
Les niveaux d'audience pour les matchs télévisés en 1981 connurent une baisse significative, le public étant vraisemblablement froissé par l'interruption de la saison. Une baisse d'affluence aux guichets se fit sentir dans 17 des 24 stades du baseball majeur. Paradoxalement, le match des étoiles attira un nouveau nombre record de spectateurs, avec 72 086 amateurs rassemblés au Cleveland Stadium.